# Каденс (велоспорт)

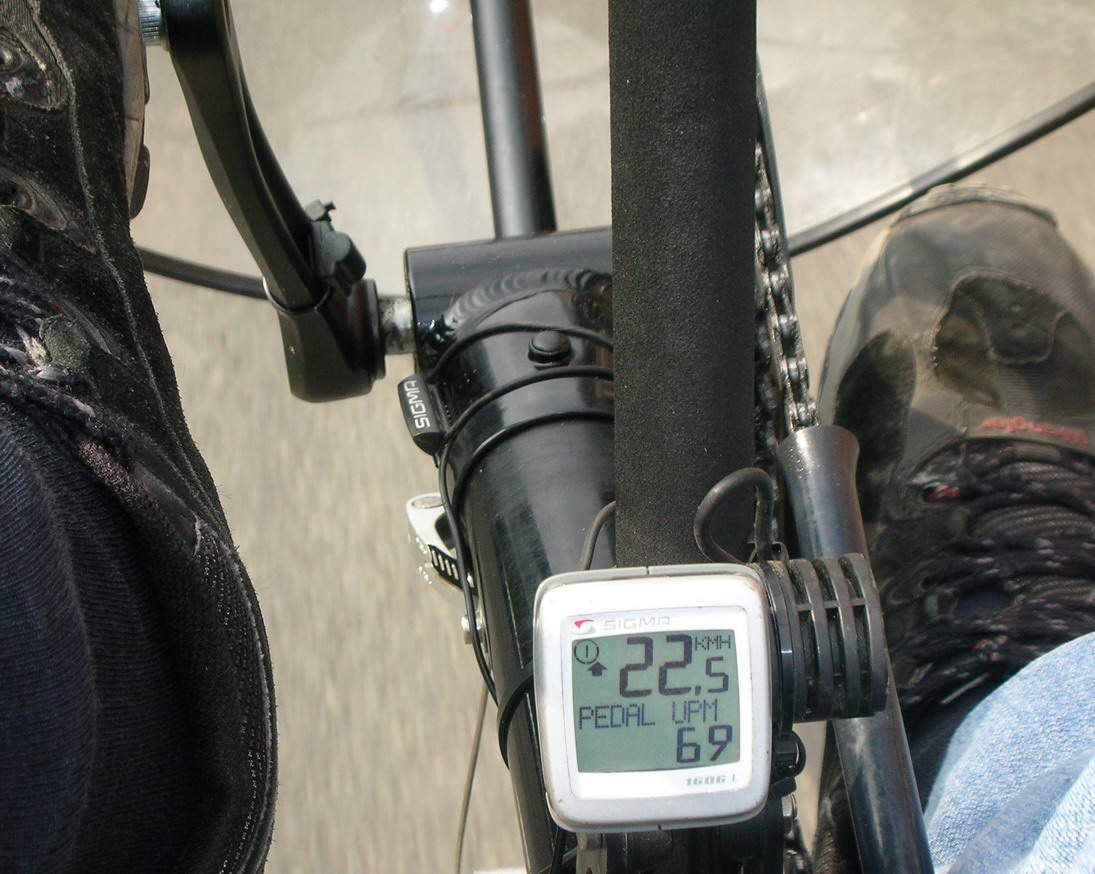
Sigma Sport BC 1606L Велокомп'ютер з вимірювачем каденсу

Сенсор каденсу і обертів колеса від Garmin

Ка́денс у велоспорті — число повних обертів шатуна (або педалей) за 1 хвилину. Каденс прямопропорційний швидкості обертання колеса та є ідеальною точкою відліку для вимірювання коефіцієнта передачі шатун-колеса, тобто дозволяє перевести кількість обертів шатуна в кількість обертів колеса за хвилину у відповідності до увімкненої передачі.
Кожен велосипедист вибирає зручний для себе каденс, щоб підтримувати певну швидкість, прикладаючи мінімум зусиль. Чим більша кількість передач на велосипеді — тим точніше можна підтримувати оптимальну частоту обертів педалей. Для прогулянкових велосипедів та міської їзди оптимальний каденс знаходиться переважно в діапазоні 60—80 об/хв.
Результати досліджень каденсу семи професійних велосипедистів протягом 3 тижнів показали, що середній каденс на індивідуальній дистанції 200 км та груповій дистанції ~50 км склав 90 об/хв, на 15-кілометровій дистанції вгору по схилу — 70 об/хв.
Професійні велосипедисти вибирають каденс, виходячи не лише зі швидкості та передачі, а враховуючи такі факти як втома м'язів і потреба організму в кисні, споживання якого мінімальне при каденсі 60—70 об/хв.
Кожен велосипедист має свій діапазон передач, яким він надає перевагу, і далеко не завжди цей діапазон рівний загальній кількості передач на велосипеді.
Для вимірювання частоти оберту педалей використовують спеціальний програмно-апаратний комплекс — вимірювач каденсу, який може передавати дані на велокомп'ютер чи смартфон по дротовому чи бездротовому інтерфейсу. Система складається з магніту та датчика (геркона або на ефекті Хола. При проходженні магніту поблизу давача, останній видає імпульс про те, що виконано один оберт педалей, в той же час велокомп'ютер має тактовий генератор, що і дозволяє отримати значення каденсу у формі частоти.
Дотримання нормального каденсу дозволяє знизити навантаження на колінні суглоби, які при надто низькому каденсі страждають від зайвого навантаження, а надто високому — від перегрівання.
Крім того, він дозволяє суттєво продовжити ресурс трансмісії через правильне розподілення навантаження.

## Зовнішні посилання
- Abbiss, C.R., Peiffer, J.J. & Laursen, P.B., 2009  [Архівовано 4 вересня 2017 у Wayback Machine.]. International SportMed Journal Retrieved 5 May 2015
- Marsh, Anthony P. (Summer 1996). What Determines The Optimal Cadence?. Cycling Science. Retrieved 20 May 2011.
- Martin, J.C. & Spirduso, W.W., 2001 Determinants of maximal cycling power: crank length, pedaling rate and pedal speed. Eur J Appl Physiol, 84: 413—418.